# William Morris Stewart
Pour les articles homonymes, voir William Stewart et Stewart.
William Morris Stewart (1827 – 1909), sénateur républicain du Nevada, est un des juristes les plus en vue lors des nombreux conflits opposant les propriétaires de mines d'argent du Comstock Lode, aux premières heures de l'histoire du Nevada. John P. Jones, l'autre sénateur du Nevada et lui étaient nommés les "sénateurs d'argent" pour leur intérêt pour l'industrie minière argentifère.

## Biographie
Né à New York, William Morris Stewart grandit dans l'Ohio, où il exerce comme professeur de mathématiques avant de participer à la ruée vers l'or en Californie de 1848. Il est ensuite juriste spécialisé dans les conflits miniers, ce qui l'amène à se rendre en 1860 à Virginia City (Nevada), où il est régulièrement appelé à conseiller les nombreuses compagnies minières qui se disputent le gisement d'argent-métal du Comstock Lode. Il se fait élire sénateur dès 1864 pour le Parti républicain. 
Accusé d'avoir corrompu des jurys, il les accuse à son tour de malhonnêteté et échappe de peu à la radiation du barreau. En 1871, il est impliqué dans l'affaire de l'Emma Silver Mine. Avec James E. Lyon, il lance une spéculation sur cette mine d'argent de l'Utah auprès d'investisseurs anglais. La mine vaut environ 1,5 million de dollars et ses propriétaires amènent des échantillons pour soutenir qu'elle en vaut 4 fois plus. Parmi les administrateurs de la mine, l'ambassadeur américain à Londres, Robert C. Schenck, qui reçoit des actions en échange de l'usage de son nom. Son administration lui demande de mettre fin à cet échange, mais il ne le fait qu'après avoir eu le temps de faire monter les cours puis de revendre ses actions, lorsqu'il apparaît que les réserves de la mine s'épuisent. Le Parti démocrate crie au scandale, une enquête est lancée en 1876 mais Robert C. Schenck est simplement révoqué.
En 1874, avec John P. Jones, un autre sénateur du Nevada, William Morris Stewart participe à une autre opération de promotion minière, à Panamint City (Californie) en pleine Vallée de la Mort, qui prend fin en 1876. Il est ensuite un défenseur acharné du bimétallisme, dénonçant le "crime de 1873", le Coinage Act de 1873.